# اجرت
دست‌مزد، اجرت، حق‌الزحمه یا حق‌السعی بر اساس قانون کار جمهوری اسلامی ایران، به مبلغی گفته می‌شود که در ازای کار یا خدمات ارائه شده توسط یک شخص به او پرداخت می‌شود. دستمزدها شامل پاداش‌ها، حق کمیسیون، دست‌مزد دوره تعطیلات، دست‌مزد قانونی دوره بیماری، دستمزد قانونی دوره زایمان، و پرداختی دوره بیکارسازی کمک هزینه مسکن، کمک هزینه عائله‌مندی، هزینه خواربار و هزینهٔ آمد و رفت، مزایای غیرنقدی، پاداش افزایش تولید، سود سالانه و همچنین هرگونه پرداخت دیگری که توسط کارفرما به کارکنانش پرداخت می‌شود.
بر پایۀ قانون‌های ایران، به جبران کاری که کارکنان در سازمان انجام می‌دهند حقوق و دستمزد پرداخت می‌شود. دستمزد افراد بر اساس ۴۴ ساعت کار هفتگی تعیین شده و مازاد بر این ساعات مشمول ۴۰٪ افزایش با عنوان اضافه کاری خواهد بود.